# Georges Hayem
Georges Hayem (ur. 25 listopada 1841 w Paryżu, zm. 28 sierpnia 1933) – francuski lekarz internista, profesor i ordynator Hôpital Tenon w latach 1879-1911. W 1875 roku rozpoczął badania z dziedziny hematologii, uważany jest za jednego z jej twórców. Wymyślił metodę obliczania liczby czerwonych krwinek we krwi. W 1878 po raz pierwszy użył do tego celu płynu do rozcieńczania krwi, który nosi jego imię (płyn Hayema). Opisał żółtaczkę hemolityczną i przewlekłe śródmiąższowe zapalenie wątroby.

## Wybrane prace
- Traitment du cholera., G. Masson, Paris, 1885
- Du sang et ses altérations anatomiques., G. Masson, Paris, 1889
- Lecons cliniques sur les maladies du sang., G. Masson, Paris, 1900